# West Pharmaceutical Services
West Pharmaceutical Services, Inc. (NYSE: WST) er en amerikansk virksomhed, der designer og producerer medicinsk udstyr og emballage til injektionsprodukter. Virksomheden blev etableret i 1923 af Herman O. West og J.R. Wike i Philadelphia. WPS har hovedkvarter i Exton, Pennsylvania. I begyndelsen producerede de gummiprodukter til emballering af injektbar medicin etc. penicillin og insulin.

## Danmark
West Pharmaceutical Services Danmark A/S har en fabrik i Horsens med ca. 300 ansatte. Fabrikken blev etableret i 1896 da A/S Schiønning & Arvé blev grundlagt som producent af gummiartikler. Siden 1928 har fabrikken fremstillet farmaceutisk gummi, og har i årtier specialiseret sig i og udviklet knowhow inden for dette specifikke område. Fabrikken i Horsens blev opkøbt af WPS i 1995. West Pharmaceutical Services Denmark A/S har udviklet en avanceret teknik til fremstilling af det flerlagede gummi og producerer specialgummi og aluminiumsforseglinger til medicinalindustrien.